# プログレッソ (照明)
株式会社プログレッソ（PROGRESSO）は、テレビ番組・舞台の照明を技術制作するプロダクションである。

## 会社概要
- 所在地：〒162-0066 東京都新宿区市谷台町22-1 太陽ビル1F

## 所属スタッフ
- 根建勝広（代表取締役）
- 藤井輝夫（取締役）
- 平井治雄（取締役）
- 西垣登志美（取締役）
- 白石弘志（取締役）
- 長谷川英樹
- 香川和代
- 前田貢伺
- 新井惇也
- ロション・ジュリアン
- 荻野理彩
- 宮淳之介

## 照明担当実績

### テレビ番組
（凡例）太字：現在放映中また継続中（特番の場合）の番組・これから放映される番組。

#### ドラマ
映画の照明も何本も担当している